# ماركينيوس سيبريانو
ماركينيوس سيبريانو (بالبرتغالية: Marquinhos Cipriano‏) وإسمه الحقيقي ماركوس روبسون سيبريانو (بالبرتغالية: Marcos Robson Cipriano‏) هو لاعب كرة قدم برازيلي في مركز الهجوم ولد في يوم 27 فبراير 1999 في مدينة كتاندوفا في البرازيل، يلعب حالياً مع نادي شاختار دونتسك في أوكرانيا وسبق له اللعب مع نادي ساو باولو، كما لعب مع منتخب البرازيل تحت 20 سنة لكرة القدم ويبلغ طوله 171 سم.

## روابط خارجية
- ماركينيوس سيبريانو على موقع الاتحاد الأوربي (الإنجليزية)
- ماركينيوس سيبريانو على موقع اتحاد أوكرانيا (الإنجليزية)
- ماركينيوس سيبريانو على موقع قاعدة بيانات كرة القدم.إي يو (الإنجليزية)
- ماركينيوس سيبريانو على موقع Soccerbase.com (لاعب) (الإنجليزية)
- ماركينيوس سيبريانو على موقع Soccerway.com (الإنجليزية)
- ماركينيوس سيبريانو على موقع عالم كرة القدم.نت (الإنجليزية)
- ماركينيوس سيبريانو على موقع AS.com (الإسبانية)